# Le Chamossaire VD
Le Chamossaire (oder auch Grand Chamossaire) ist ein Berg in den Waadtländer Voralpen bei Ollon in der Schweiz.
Der heutige regionalfranzösische Bergname, zu dem ähnliche Formen (z. B. Chamossier, Chamossières oder Chamouaire) im alpinen Bereich des frankoprovenzalischen Sprachraums weit verbreitet sind, kommt vom frankoprovenzalischen Wort tsamo bzw. chamôs oder chamosse für Gämse; dieses stammt vom gallischen camox ab und ist verwandt mit altfranzösisch chamois.

## Geographie
Der Berg erhebt sich auf der Ostseite des Rhonetales im Chablais im Süden des Kantons Waadt. Er liegt zum grössten Teil auf dem Gebiet der Gemeinde Ollon; der nördliche Berghang unterhalb des Nebengipfels Petit Chamossaire gehört zum Gebiet der Gemeinde Ormont-Dessous.
Der Chamossaire ist der westlichste und höchste Gipfel der Bergkette, die sich vom Massiv der Les Diablerets gegen Nordwesten zwischen den Tälern der Grande Eau und des Avançon erstreckt. Östlich des Berges befindet sich der Bergübergang Col de Bretaye (1805 m. ü. M.). Im Westen fällt die Flanke des Berges steil über hohe Felswände in das tiefe Tal der Grande Eau ab, gegen Südwesten bildet vom Nebengipfel Roc d’Orsay (1976 m. ü. M.) aus ein teilweise bewaldeter, leicht abfallender Berggrat den Abschluss der Berggruppe.
Am Passübergang östlich des Berges liegen nahe beieinander in glazialmorphologisch entstandenen Senken mehrere Bergseen: der Lac de Bretaye, der Lac Noir, der Lac de l’Entonnoir und der Lac des Chavannes; die beiden letzteren sind im Gebiet der Gemeinde Ollon-Dessous. Die Seen haben wegen der verkarsteten Felsstruktur teilweise nur unterirdische Abflüsse. Im tiefer gelegenen Quellgebiet Les Fontaines auf der Nordseite tritt das Wasser wieder an die Oberfläche und fliesst im Nebenbach Ruisseau de la Forclaz zur Grande Eau.
Die Waldgrenze liegt in der Umgebung des Chamossaire auf etwa 1800 bis 1900 m. Höhe. Die kräftig reliefierte Umgebung des Col de Bretaye trägt ausgedehnte Bergweiden, die im Sommer alpwirtschaftlich genutzt werden. Die Alplandschaft ist an vielen Stellen stark von Gebüsch und jungem Wald überwachsen.

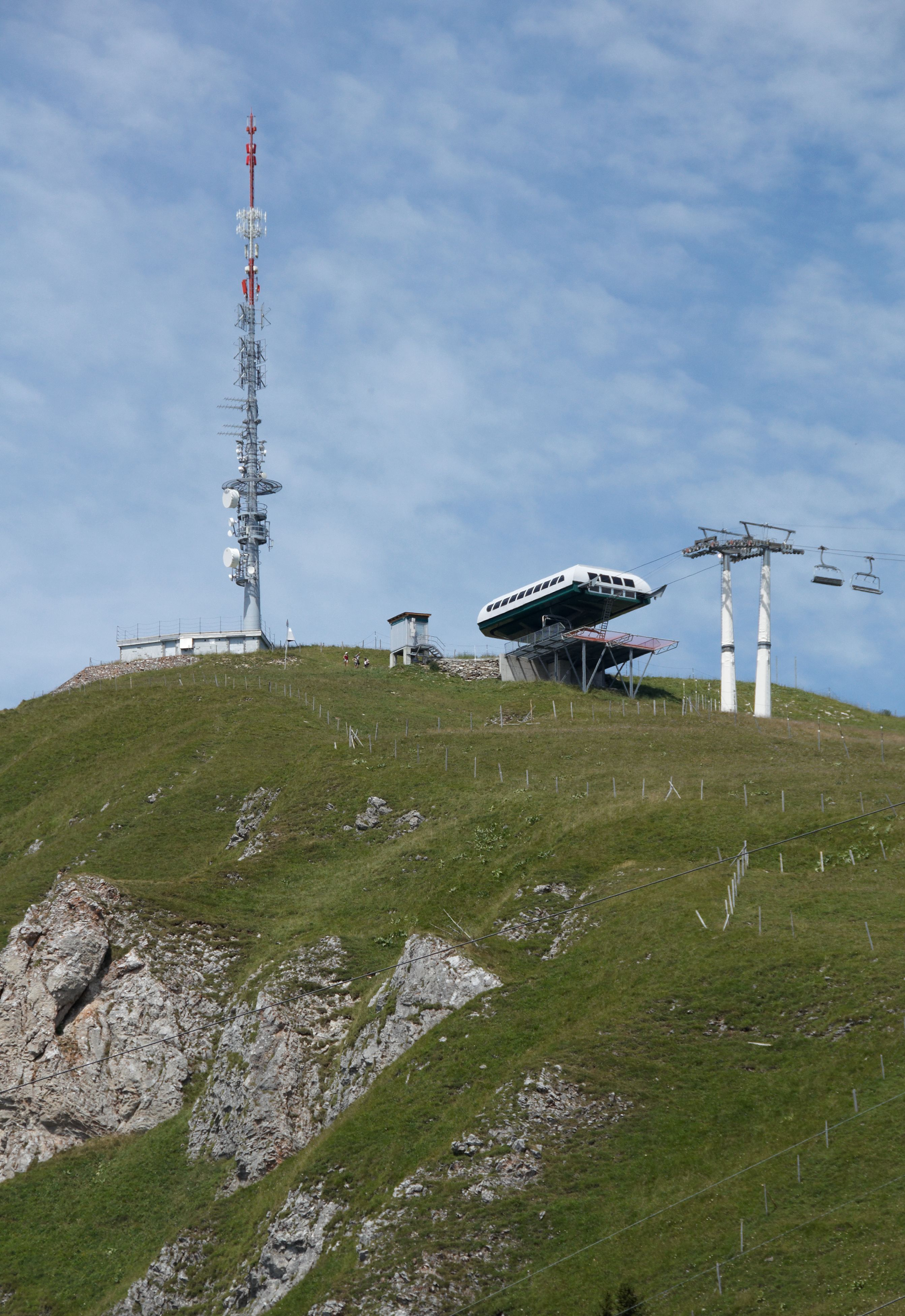
Bergstation des Sessellifts Bretaye-Grand Chamossaire und Sendemast auf dem Chamossaire

## Tourismus
Der Le Chamossaire ist ein beliebtes Ausflugsziel und ein Wintersportgebiet in der Nähe der grossen Ferienstationen Villars-sur-Ollon und Gryon. Vom Bahnhof Bex aus führt die Bergbahn der Chemin de fer Bex–Villars–Bretaye durch diese Bergdörfer, die im 20. Jahrhundert mit sehr vielen Ferienhäusern ausgebaut worden sind, und bis auf den Col de Bretaye. Die Höhen bei den Ortschaften und der Aussichtspunkt auf dem Gipfel des Chamossaire sind mit Gondelbahnen und Sesselliften erschlossen.
Der Le Chamossaire dominiert den Vordergrund der weiten Aussicht vom Luftkurort Leysin aus. Ein dort im Jahr 1901 gebautes grosses Hotel und Sanatorium trug den Namen «Chamossaire». Auch in Chesières bei Ollon befand sich im 19. Jahrhundert ein Hotel Chamossaire.
Im Skigebiet wurden die Skicrosswettkämpfe der Olympischen Jugend-Winterspiele 2020 ausgetragen.

## Infrastruktur
Auf dem Berggipfel befindet sich der Sendeturm Ollon/Chamossaire mit einem UKW-Sender und einem DAB-Sender.